# IC 2207
IC 2207 ist eine Spiralgalaxie vom Hubble-Typ Sc im Sternbild Zwillinge auf der Ekliptik. Sie ist schätzungsweise 213 Millionen Lichtjahre von der Milchstraße entfernt.
Das Objekt wurde am 12. Februar 1898 von Stéphane Javelle entdeckt.